# Semaine du cinéma grec 1964
La Semaine du cinéma grec de 1964 fut la 5e édition du Festival international du film de Thessalonique. Elle se tint du 21 au 27 septembre 1964.

## Films sélectionnés
- Mariage à la grecque (Vasílis Georgiádis)
- Persécution (Grigóris Grigoríou)
- Monemvasia (Giorgos Sarris)
- Trahison (Kóstas Manoussákis)
- Tetragonon (P. Katteris, I Kokkolis, O. Oikonomou, S. Tsakon et K. Tosios)
- Le Bon Vieux Temps (Alékos Sakellários)

- Courts métrages / documentaires :
  - 4 500 000 Fili (Francis Karambot)
  - Les Oliviers (Dimitris Kollatos)
  - Le Souffle de la terre (Sakis Metsimenidis)
  - La Roue (Thodoros Adamopoulos)
  - Kalymnos (Vassilis Maros)
  - Κύπρον ου μ' εθέσπισεν (Ninos Fenek-Milides)
  - Chypre, l'île des combattants (Nikos Dimopoulos)
  - Peripatos (Aimilias Provia)
  - La Fille et les satyres (Dionysis Grigoratos)
  - Monastiraki (Tassos Devegri (en))
  - To Paramithi enos zografou (Nestoras Matsas (el))

## Palmarès
- Meilleur film : Persécution
- Meilleur réalisateur : Grigóris Grigoríou (Persécution)
- Meilleur scénario : Kóstas Manoussákis (Trahison)
- Meilleure photographie : Nikos Gardelis (Trahison)
- Meilleure musique : Nikos Mamangakis (Monemvasia)
- Meilleure actrice : Xenia Kalogeropoulou (el) (Mariage à la grecque)
- Meilleur acteur : Petros Fyssoun (en) (Trahison)
- Meilleur court-métrage : Les Oliviers (Dimitris Kollatos)
- Prix spécial aux réalisateurs P. Katteris, I Kokkolis, O. Oikonomou, S. Tsakon et K. Tosios pour Tetragonon

- Prix spéciaux internationaux :
  - Les Camarades de Mario Monicelli
  - Cent mille dollars au soleil d'Henri Verneuil
  - Un jour un chat de Vojtěch Jasný

- Prix de la critique :
  - Meilleur film : Trahison (Kóstas Manoussákis)
  - Meilleur court-métrage : Κύπρον ου μ' εθέσπισεν (Ninos Fenek-Milides)
  - Prix spécial aux réalisateurs P. Katteris, I Kokkolis, O. Oikonomou, S. Tsakon et K. Tosios pour Tetragonon